# Anatol Fejgin

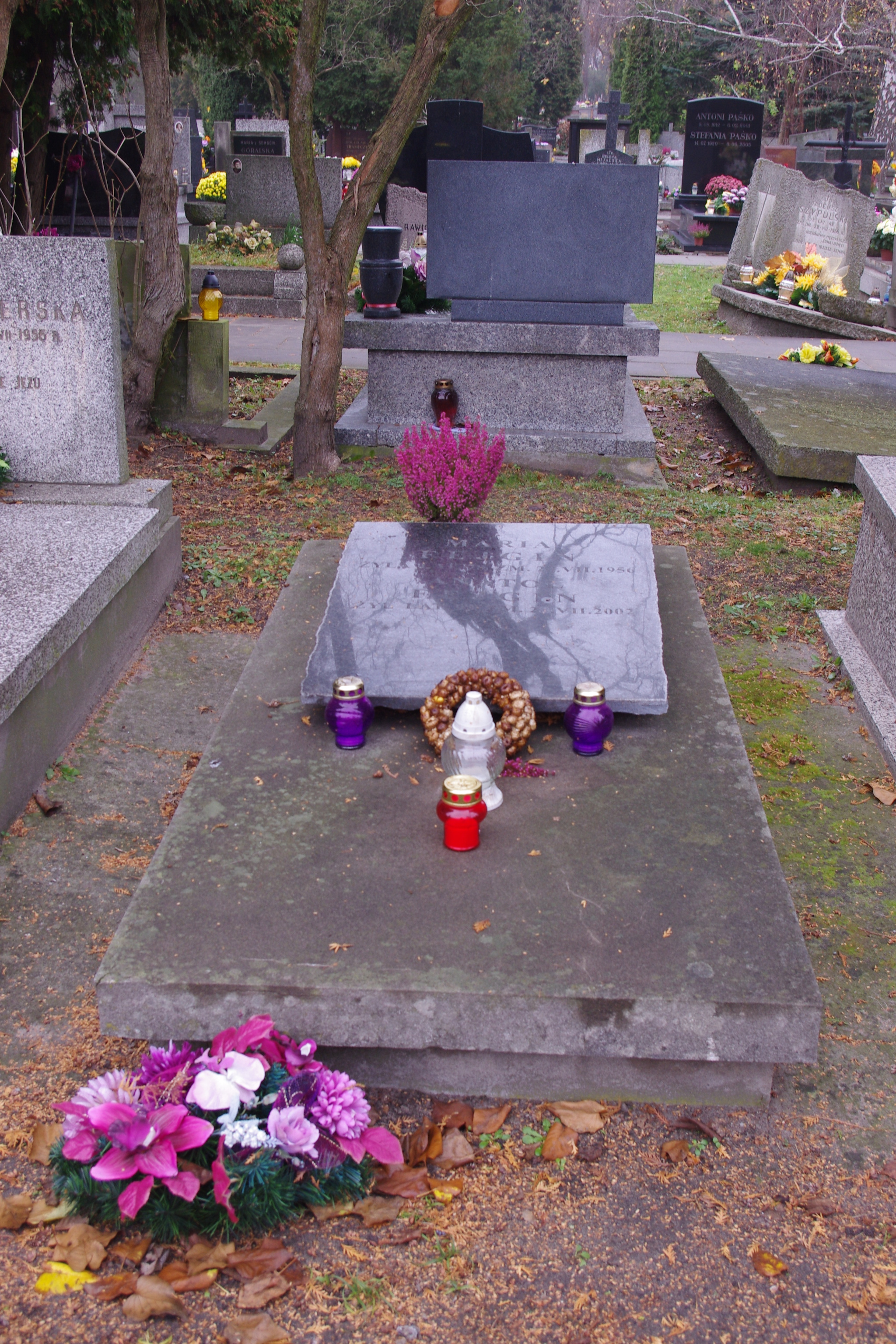
Grób Anatola Fejgina na Cmentarzu Wojskowym na Powązkach w Warszawie

Anatol Fejgin (ur. 25 września 1909 w Warszawie, zm. 28 lipca 2002 tamże) – członek KPP, PPR i PZPR, funkcjonariusz aparatu bezpieczeństwa Informacji Wojskowej i Urzędu Bezpieczeństwa PRL, zwolniony ze służby po ucieczce Józefa Światły, usunięty z PZPR za nadużywanie władzy, aresztowany i skazany na 12 lat więzienia.

## Życiorys

### Lata przedwojenne
Urodził się w Warszawie w rodzinie żydowskiej, jako syn Mojżesza i Marii z domu Kacenelebogen. Błędnie uważa się, że jego bratem był Mieczysław Fejgin, osobisty lekarz Bolesława Bieruta, nie byli oni jednak spokrewnieni.
W 1924 należał do kółek samokształceniowych, a następnie do rewolucyjnej organizacji szkolnej – Związek Młodzieży Socjalistycznej, kierowanej przez Związek Młodzieży Robotniczej w Polsce. W 1927 po ukończeniu gimnazjum w Warszawie, rozpoczął studia na Wydziale Medycznym Uniwersytetu Warszawskiego. Na studiach związany był z rewolucyjną organizacją młodzieży akademickiej „Pochodnia” oraz z Międzynarodową Organizacją Pomocy Rewolucjonistom (MOPR), a następnie od 1928 został oficjalnym członkiem Związku Młodzieży Robotniczej na terenie Warszawy. Od 1928 był członkiem Komunistycznej Partii Polski. W 1929 został skazany na karę 2 lat więzienia za działalność komunistyczną, a w 1932 ponownie na karę 4 lat więzienia. W późniejszym okresie był etatowym funkcjonariuszem KPP (funkiem), do jej rozwiązania w 1938 roku.

### Okres II wojny światowej
We wrześniu 1939 po kapitulacji Warszawy, przedostał się na teren okupacji sowieckiej – do Brześcia, a następnie do Lwowa, gdzie pracował jako ekonomista, a później jako szef Wydziału Planowania w drukarni państwowej. Po ataku Niemiec na ZSRR pod koniec czerwca 1941 ewakuowany do obwodu kujbyszewskiego. Pracował tam w sowchozie pełniąc funkcję ekonomisty-buchaltera, a następnie został zatrudniony w zakładach zbrojeniowych w Kujbyszewie. W maju 1943 wstąpił do 1 Dywizji Piechoty im. Tadeusza Kościuszki, gdzie został oficerem politycznym. Od lutego 1944 zajmował stanowisko szefa Wydziału Polityczno-Wychowawczego 3 Dywizji Piechoty im. Romualda Traugutta, a od stycznia 1945 – szefa Oddziału Personalnego w Głównym Zarządzie Polityczno-Wychowawczym WP.

### Lata powojenne
Od maja 1945 był członkiem komunistycznej Polskiej Partii Robotniczej.
We wrześniu 1945 został na własną prośbę przyjęty do Głównego Zarządu Informacji Wojska Polskiego, w którym został zastępcą szefa Zarządu płk Piotra Kożuszki. W GZI WP zajmował się archiwum II Oddziału Sztabu Generalnego, dokumentami byłego Ministra Spraw Wojskowych oraz aktami Samodzielnego Referatu Okręgu Korpusu I. W maju 1948 roku minister obrony narodowej Marian Spychalski wraz z ówczesnym sekretarzem generalnym PPR Władysławem Gomułką złożył na Biurze Politycznym PPR wniosek o odwołanie Fejgina ze stanowiska zastępcy szefa Zarządu Głównego Informacji WP. Od października 1949 został przeniesiony do Ministerstwa Bezpieczeństwa Publicznego. Z dniem 1 maja 1950 został zatrudniony na stanowisku dyrektora Biura Specjalnego, a 1 grudnia 1951 został dyrektorem X Departamentu MBP. Wraz z pułkownikiem Michałem Taboryskim kierował zmanipulowaniem przez specjalną grupę X Departamentu MBP wyników wyborów do Sejmu PRL pierwszej kadencji przeprowadzonych 26 października 1952 roku. W czasie służby w aparacie bezpieczeństwa przez cały ten czas pozostawał na etacie Departamentu Personalnego Ministerstwa Obrony Narodowej. Dopiero z dniem 23 marca 1954 rozkazem nr 273, Anatol Fejgin został przeniesiony do rezerwy.
Został zawieszony w funkcji 5 grudnia 1953 po ucieczce na Zachód pułkownika Światły, następnie zwolniony z MBP 10 lutego 1954 i usunięty z partii. W 1955 został aresztowany i następnie w dniu 11 listopada 1957 skazany na karę 12 lat więzienia za stosowanie niedozwolonych metod przesłuchań i łamanie prawa w procedurze zatrzymań. Zarzuty obejmowały bezprawne pozbawienie wolności i spowodowanie szczególnego udręczenia co najmniej 28 osób, w okresie od 1950 do 1953, w tym polecanie podległym funkcjonariuszom stosowania wobec niektórych z tych osób przymusu fizycznego i psychicznego. Zarzuty zostały postawione przez Władysława Gomułkę i innych członków Komitetu Centralnego partii, których Fejgin na zmianę z Różańskim osobiście przesłuchiwali. Został zwolniony z więzienia w 1964 na skutek ułaskawienia.
W 1966 rozpoczął pracę w Instytucie Badań Jądrowych, w Biurze Konstrukcyjnym na Służewcu zatrudniony tam w dziale księgowości przez Wilhelma Billiga – Pełnomocnika Rządu do Spraw Wykorzystania Energii Jądrowej. Gdy Billiga oskarżono o szpiegostwo na rzecz Zachodu, wykorzystując czystki antysemickie w 1968, ministra odwołano a Fejgina zwolniono z pracy. Przyjęty do pracy w Ministerstwie Łączności, gdzie stanowisko objął też Billig.
Przez ówczesne władze państwowe został odznaczony Orderem Krzyża Grunwaldu III klasy, Krzyżem Kawalerskim Orderu Odrodzenia Polski i Krzyżem Srebrnym Orderu Wojennego Virtuti Militari (otrzymanym w czasie służby w Informacji Wojskowej w 1946). Pomimo wyroku skazującego nie został pozbawiony praw obywatelskich i prawa do odznaczeń.
Zmarł w Warszawie. Jest pochowany na Cmentarzu Wojskowym na Powązkach (kwatera H-11-56).

### Uprawnienia kombatanckie
W 1985 został przyjęty do Związku Bojowników o Wolność i Demokrację i uzyskał uprawnienia kombatanckie z tytułu służby wojskowej, lecz w 1990, po postępowaniu weryfikacyjnym, decyzje te uchylono i uprawnienia odebrano z powodu stosowania niedopuszczalnych metod śledztwa podczas pracy w MBP. W latach 90. był świadkiem na procesie Adama Humera. Na decyzję ZG ZBoWiD Anatol Fejgin złożył skargę do Naczelnego Sądu Administracyjnego, wnosząc o jej uchylenie. Zarzucił on Zarządowi Głównemu naruszenie przepisów kpa dotyczących wznowienia postępowania, gdyż okoliczności sprawy opisane w tej decyzji musiały być znane już w dniu przyznania mu uprawnień kombatanckich, nawet gdyby były prawdziwe, czemu on zaprzeczał. NSA skargę oddalił.
NSA powołał się na wyrok Sądu Wojewódzkiego dla m.st. Warszawy z 11 listopada 1957, skazujący Anatola Fejgina na 12 lat więzienia za to, że od początku 1950 do końca 1953 w Miedzeszynie i Warszawie, jako kierownik grupy specjalnej, później dyrektor Biura Specjalnego, a następnie dyrektor Departamentu X MBP bezprawnie pozbawił wolności co najmniej 28 osób i spowodował szczególne ich udręczenie. Przetrzymywał on je bezpodstawnie w więzieniu od kilku miesięcy do 3 lat i polecił podległym funkcjonariuszom bezpieczeństwa stosować wobec niektórych z tych osób przymus fizyczny i psychiczny. Sąd Najwyższy nie uwzględnił rewizji oskarżonego i wyrok Sądu Wojewódzkiego utrzymał w mocy.
NSA podkreślił, że wyroki skazujące – wbrew temu, co twierdzi Anatol Fejgin – nie zawierają w odniesieniu do niego jakichkolwiek ocen pozytywnych. Zarówno z ustaleń Sądu Wojewódzkiego dla m.st. Warszawy, jak i Sądu Najwyższego wynika w sposób jasny i oczywisty, że po zakończeniu II wojny światowej dopuścił się on czynów zasługujących na szczególne potępienie, o rzadko spotykanej w praktyce sądowej szkodliwości społecznej, wyrządzających wielką szkodę całemu społeczeństwu polskiemu i poszczególnym ludziom.
Dlatego sąd uznał, że przyznanie uprawnień kombatanckich Anatolowi Fejginowi było niedopuszczalne.